# ラテン・ジゴロになる方法
『ラテン・ジゴロになる方法』（ラテンジゴロになるほうほう、How to Be a Latin Lover）は、2017年のアメリカ合衆国のコメディ映画。監督はケン・マリーノ、主演はエウヘニオ・デルベスが務めた。
本作は日本国内で劇場公開されなかったが、Amazonでの配信が行われている。

## ストーリー
マキシモは富裕層の老婦人相手のジゴロとして生計を立てていた。そんなある日、彼は2倍以上も年の離れた女性と結婚することになった。念願だった逆玉を達成したマキシモは喜びで一杯になっていた。
それから25年の時が経過した。マキシモは80歳になった妻との生活に飽き飽きしていたが、パートナーに飽きているのは妻も同じだった。若いセールスマンにのぼせ上がった妻はマキシモを捨てたのである。
豪邸から追い出されることになったマキシモは居場所を求めて転々としたが、最終的に妹のサラの家に居候することになった。マキシモとは長らく疎遠だったサラだったが、実の兄を見捨てるわけにもいかなかった。そんな恩を受けたにも拘わらず、マキシモは小さなアパート暮らしに不満を抱いており、一刻も早くセレブ生活に戻る方策を探していた。ひょんなことから、甥（ウーゴ）のクラスメートの祖母が金持ちの未亡人であることを知ったマキシモは直ちに行動を開始した。
マキシモがウーゴに女性を引きつけるためのテクニックを伝授していると、自身と甥の間の絆が深まっていることを実感した。予期せぬ感覚に戸惑うマキシモではあったが、往時の魅力を取り戻すべく必死で努力した。しかし、天才ジゴロの才能を以てしても、寄る年波には勝てなかった。ショックに打ちひしがれるマキシモにさらなる災難が降りかかった。マキシモがジゴロ稼業に復帰しようとしていることを知ったサラが憤慨し、そのまま兄を叩きだしたのである。

## キャスト
※括弧内は日本語吹替。
- エウヘニオ・デルベス - マキシモ（安原義人）
  - ヴァディル・デルベス - 21歳の頃のマキシモ
  - ノエル・カラバザ - 幼少時のマキシモ
- サルマ・ハエック - サラ
  - マネリー・ザペダ - 幼少時のサラ
- ラファエル・アレハンドロ - ウーゴ
- ロブ・ロウ - リック
- クリスティン・ベル - シンディ（木村香央里）
- リンダ・ラヴィン - ミリセント・デュポン
- ラクエル・ウェルチ - セレステ・バーチ
- レニー・タイラー - ペギー
- ロブ・リグル - スコット
- ロブ・ヒューベル - ニック
- ロブ・コードリー - クインシー
- マッケンナ・グレイス - アーデン
- マーサー・ジッケル - ジェームズ
- ミカエラ・ワトキンス - グウェン
- マイケル・セラ - レミー
- アル・ヤンコビック - 本人[5]
- ベン・シュワルツ - ジミー
- ジェフリー・スコット・バシャム - ヴァレット
- オマール・チャパーロ - ラファ
- ホセ・エドゥアルド・デルベス - 酒場のウェイター

## 製作
2015年6月5日、エウヘニオ・デルベスらがクリス・スペインとジョン・ザックによって執筆された脚本の映画化権を購入したと発表した。10月26日、ケン・マリーノが監督に起用され、デルベス自ら主演を務めることになったとの報道があった。2016年4月28日、ロブ・ロウ、ラクエル・ウェルチ、クリスティン・ベル、ロブ・リグル、レニー・タイラー、ミカエラ・ワトキンス、リンダ・ラヴィン、ロブ・ヒューベルがキャスト入りした。5月11日、マッケンナ・グレイスが本作に出演すると報じられた。

## 公開・興行収入
2016年12月21日、本作のファースト・トレイラーが公開された。
本作は『インフィニット』及び『バーフバリ 王の凱旋』、『ザ・サークル』と同じ週に封切られ、公開初週末に700万ドル前後を稼ぎ出すと予想されていたが、実際の数字はそれを大きく上回るものであった。2017年4月28日、本作は全米1118館で公開され、公開初週末に1225万ドルを稼ぎ出し、週末興行収入ランキング初登場2位となった。公開館数が本作の3倍弱であり、エマ・ワトソンとトム・ハンクスというスター俳優を主演に迎えた『ザ・サークル』のオープニング興収を本作が上回ったことは関係者に大きな衝撃を与えた。

## 評価
本作に対する批評家の評価は芳しいものではない。映画批評集積サイトのRotten Tomatoesには26件のレビューがあり、批評家支持率は38%、平均点は10点満点で4.9点となっている。また、Metacriticには11件のレビューがあり、加重平均値は54/100となっている。なお、本作のCinemaScoreはAとなっている。